# Деев, Яков Валерьевич
Яков Валерьевич Деев (Пустой шаблон {{ВД-Преамбула}} ) — советский и российский хоккеист, защитник. Мастер спорта России (2000). Хоккейный судья всероссийской категории.

## Биография
Воспитанник «Крыльев Советов», тренеры Александр Зарубин, Владимир Репнёв. Выступал за команды «Спартак» Архангельск (1989/90), СКА-2 Ленинград — Санкт-Петербург (1990/91 — 1991/92), «Металлург» Череповец / Северсталь и «Металлург-2» / «Северсталь-2» (1992/93, 1996/97), ТеКи (Финляндия, 1993/94), «Кристалл» Электросталь, «Керамик» Электроугли и «Коминефть» (Нижний Одес, все — 1994/95), «Крылья Советов» и «Крылья Советов-2» (1995/96, 1997/98, 1999/2000), ХК ЦСКА (1996/97, 2000/01), «Молот-Прикамье» и «Молот-Прикамье-2» (1997/98), «Спартак-2» Москва и «Липецк» (1998/99), «Титан» Клин (2000/01), «Фредериксхавн Уайт Хокс» (Дания, 2001/02).
Работал хоккейным судьёй. 21 октября 2013 в матче КХЛ «Торпедо» (НН) — «Динамо» (Минск) Деев и Александр Соин перепутали двух чешских игроков «Динамо» и вместо Ярослава Кристека удалили до конца матча Лукаша Крайчека. Летом 2016 года Деев в числе нескольких судей был исключён из списка арбитров на чемпионат КХЛ. Президент ассоциации хоккейных судей Владимир Сараев вскоре заявил о возможности переговоров с КХЛ о том, чтобы судьи были допущены в следующем сезоне, но больше Деев на матчах лиги не работал.